# Турісаз

Турісаз

Турісаз, або Турс (англ. Thurisaz, Thurs) — третя руна германського Старшого (першого) Футарка та третя руна атту (аети) Фрейра та Фрейї. Формально означає велетень, Тор, йотун. Фонетично відповідає англійському звуку th та ісландському Þ.
Магічне та мантичне значення руни Турісаз пов'язане з асом Тором, велетнем, що знаходиться на стороні сил порядку, та інеїстими велетнями — гримтурсами, які ворожі скандинавським богам. Руна уособлює поняття виклику та випробування, а також захисту.
Руна традиційно наносилася на талісмани у вигляді молоту Мйольніра. Вважалося, що такий амулет надає своєму господарю сили та впевненості у собі.

## Кодування
| Unicode UTF-16   | U+16a6                            |
| назва по Unicode | RUNIC LETTER THURISAZ THURS THORN |
| HTML             | &#5798;                           |